# Голубівка (Прилуцький район)
Голубі́вка — село в Україні, у Ладанській селищній громаді Прилуцького району Чернігівської області. Населення становить 964 осіб. До 2020 року орган місцевого самоврядування — Івковецька сільська рада. 
Поруч з селом розташований ботанічний заказник «Голубівка».
У Списку селищ Малоросійської губернії 1800 року  - проживало 330 податкових душ.  Станом на 1859 рік - 187 дворів, 1014 жителів.

## Населення

### Мова
Розподіл населення за рідною мовою за даними перепису 2001 року:
| Мова       | Кількість | Відсоток |
| ---------- | --------- | -------- |
| українська | 942       | 97.72%   |
| російська  | 20        | 2.07%    |
| білоруська | 2         | 0.21%    |
| Усього     | 625       | 100%     |

## Політика

### Парламентські вибори, 2019
На позачергових парламентських виборах 2019 року у селі функціонувала окрема виборча дільниця № 740600, розташована у приміщенні школи.
Результати
- зареєстровано 690 виборців, явка 55,36%, найбільше голосів віддано за «Слугу народу» — 44,92%, за Всеукраїнське об'єднання «Батьківщина» — 16,04%, за Радикальну партію Олега Ляшка — 13,37%[3]. В одномандатному окрузі найбільше голосів отримав Сергій Коровченко (самовисування) — 28,88%, за Дмитра Пахомова (Слуга народу) — 17,65%, за Олега Дмитренка (самовисування) — 12,03%[4].